# Buzancy (Ardennes)
Pour les articles homonymes, voir Buzancy.
Buzancy est une commune française située dans le département des Ardennes, en région Grand Est.
Sivry-lès-Buzancy est une localité de Buzancy et une ancienne commune française, située dans le département des Ardennes en région Grand Est.

## Géographie
| Bar-lès-Buzancy Harricourt |          | Fossé         |
| Thénorgues                 | Buzancy  | Nouart Tailly |
| Verpel                     | Imécourt | Bayonville    |

- La localité est située dans une belle vallée verdoyante arrosée par plusieurs ruisseaux, dont la Hideuse, source qui surgit d'une petite vasque rocheuse, non loin du château du général Chanzy.
- Le 29 décembre 1973 Sivry-lès-Buzancy fusionne, avec la commune de Buzancy.

### Hydrographie
La commune est traversée par la ligne de partage des eaux entre  les bassins hydrographiques Rhin-Meuse et Seine-Normandie. Elle est drainée par la Hideuse, le ruisseau du Fond Sorin, le cours d'eau 01 du Fond Fauve, la Petite Hideuse, le Fossé des Forges, le Fossé 02 de la commune de Buzancy, le Fossé 03 de la commune de Buzancy, le Fossé 07 de la commune de Buzancy, le Fossé 12 de la commune de Buzancy et le Fossé des Charmois,.
La Hideuse, d'une longueur de 10 km, prend sa source dans la commune de Bayonville et se jette  dans le ruisseau du Moulin à Thénorgues, après avoir traversé trois communes.

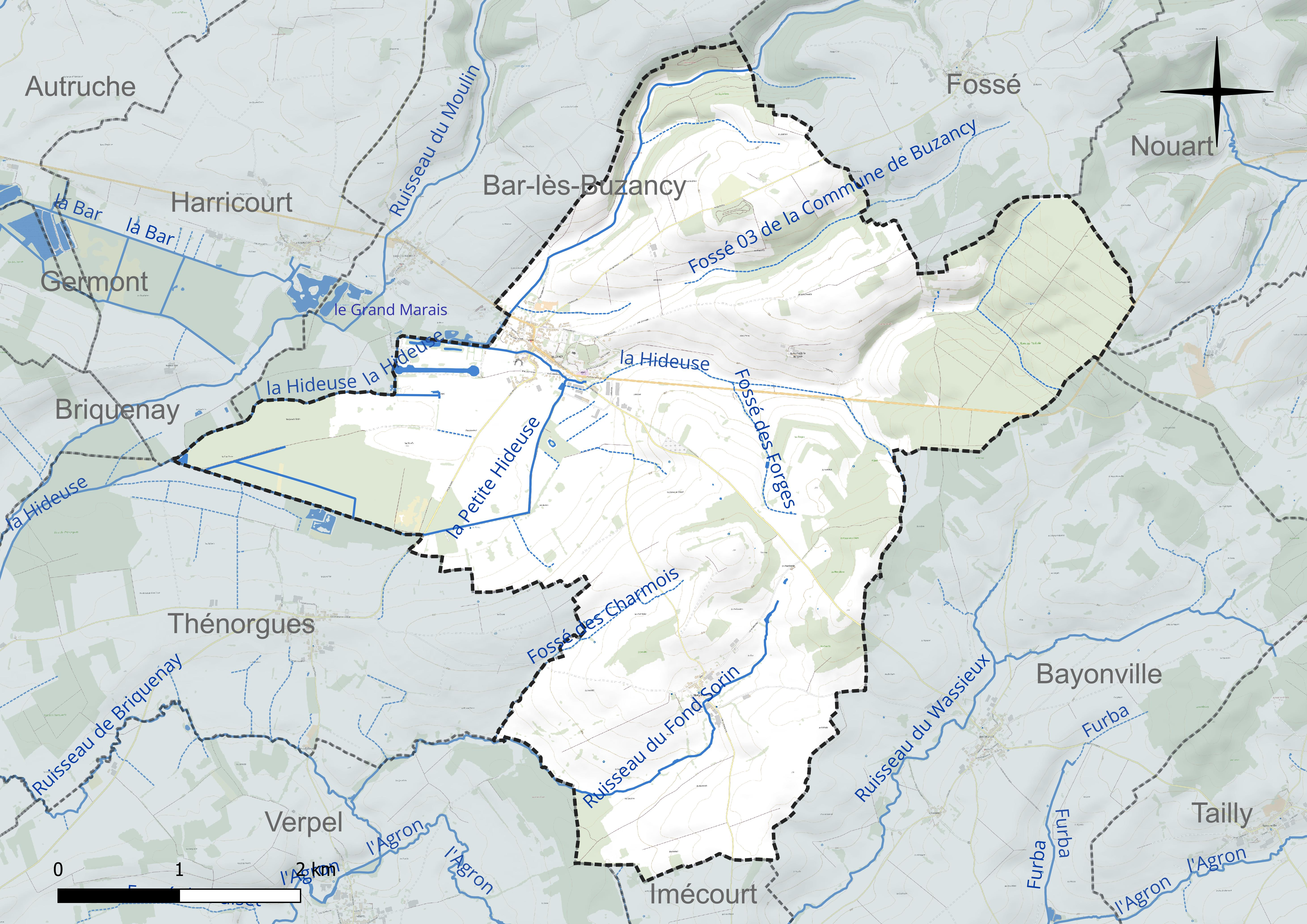
Réseau hydrographique de Buzancy.

### Climat
Pour des articles plus généraux, voir Climat du Grand Est et Climat des Ardennes.
En 2010, le climat de la commune est de type climat de montagne, selon une étude du Centre national de la recherche scientifique s'appuyant sur une série de données couvrant la période 1971-2000. En 2020, Météo-France publie une typologie des climats de la France métropolitaine dans laquelle la commune est exposée à un climat océanique altéré et est dans la région climatique Lorraine, plateau de Langres, Morvan, caractérisée par un hiver rude (1,5 °C), des vents modérés et des brouillards fréquents en automne et hiver.
Pour la période 1971-2000, la température annuelle moyenne est de 9,7 °C, avec une amplitude thermique annuelle de 15,8 °C. Le cumul annuel moyen de précipitations est de 922 mm, avec 13,5 jours de précipitations en janvier et 9,3 jours en juillet. Pour la période 1991-2020, la température moyenne annuelle observée sur la station météorologique installée sur la commune est de 10,9 °C et le cumul annuel moyen de précipitations est de 862,0 mm. 
La température maximale relevée sur cette station est de 40,7 °C, atteinte le 25 juillet 2019 ; la température minimale est de −15,8 °C, atteinte le 20 décembre 2009,,.
| Mois                                  | jan.           | fév.           | mars          | avril         | mai           | juin          | jui.          | août          | sep.          | oct.          | nov.          | déc.           | année      |
| ------------------------------------- | -------------- | -------------- | ------------- | ------------- | ------------- | ------------- | ------------- | ------------- | ------------- | ------------- | ------------- | -------------- | ---------- |
| Température minimale moyenne (°C)     | 0,6            | 0,6            | 2,6           | 5,2           | 8,3           | 11,7          | 13,6          | 13,4          | 10,3          | 7,6           | 4,3           | 1,5            | 6,6        |
| Température moyenne (°C)              | 3              | 3,7            | 6,9           | 10,6          | 13,8          | 17,3          | 19,4          | 18,9          | 15,3          | 11,3          | 7             | 3,9            | 10,9       |
| Température maximale moyenne (°C)     | 5,4            | 6,8            | 11,2          | 16            | 19,3          | 22,9          | 25,2          | 24,3          | 20,4          | 15,1          | 9,6           | 6,3            | 15,2       |
| Record de froid (°C) date du record   | −12,6 07.01.09 | −12,9 12.02.12 | −9 15.03.13   | −4,8 04.04.22 | −1,9 03.05.21 | 2,4 05.06.09  | 5,5 31.07.15  | 4,7 26.08.18  | 0,8 30.09.22  | −3,6 21.10.11 | −5,6 30.11.20 | −15,8 20.12.09 | −15,8 2009 |
| Record de chaleur (°C) date du record | 15,6 01.01.23  | 20,8 27.02.19  | 24,9 31.03.21 | 27,1 21.04.18 | 32,2 28.05.17 | 35,8 28.06.11 | 40,7 25.07.19 | 37,3 09.08.20 | 34,1 15.09.20 | 27,1 02.10.23 | 20,5 08.11.15 | 16,1 17.12.15  | 40,7 2019  |
| Précipitations (mm)                   | 88,9           | 67,8           | 66,6          | 43,1          | 66,9          | 73,8          | 60,8          | 69,4          | 62,1          | 74,6          | 76            | 112            | 862        |

| Diagramme climatique                                  |            |             |           |             |              |              |              |              |             |          |           |
| J                                                     | F          | M           | A         | M           | J            | J            | A            | S            | O           | N        | D         |
| 5,40,688,9                                            | 6,80,667,8 | 11,22,666,6 | 165,243,1 | 19,38,366,9 | 22,911,773,8 | 25,213,660,8 | 24,313,469,4 | 20,410,362,1 | 15,17,674,6 | 9,64,376 | 6,31,5112 |
| Moyennes : • Temp. maxi et mini °C • Précipitation mm |            |             |           |             |              |              |              |              |             |          |           |

Les paramètres climatiques de la commune ont été estimés pour le milieu du siècle (2041-2070) selon différents scénarios d'émission de gaz à effet de serre à partir des nouvelles projections climatiques de référence DRIAS-2020. Ils sont consultables sur un site dédié publié par Météo-France en novembre 2022.

## Urbanisme

### Typologie
Au 1er janvier 2024, Buzancy est catégorisée commune rurale à habitat dispersé, selon la nouvelle grille communale de densité à 7 niveaux définie par l'Insee en 2022.
Elle est située hors unité urbaine et hors attraction des villes,.

### Occupation des sols
L'occupation des sols de la commune, telle qu'elle ressort de la base de données européenne d’occupation biophysique des sols Corine Land Cover (CLC), est marquée par l'importance des territoires agricoles (72,1 % en 2018), une proportion sensiblement équivalente à celle de 1990 (72,8 %). La répartition détaillée en 2018 est la suivante : 
prairies (34,2 %), terres arables (29,4 %), forêts (24,7 %), zones agricoles hétérogènes (8,5 %), zones urbanisées (2 %), milieux à végétation arbustive et/ou herbacée (1,2 %). L'évolution de l’occupation des sols de la commune et de ses infrastructures peut être observée sur les différentes représentations cartographiques du territoire : la carte de Cassini (XVIIIe siècle), la carte d'état-major (1820-1866) et les cartes ou photos aériennes de l'IGN pour la période actuelle (1950 à aujourd'hui).

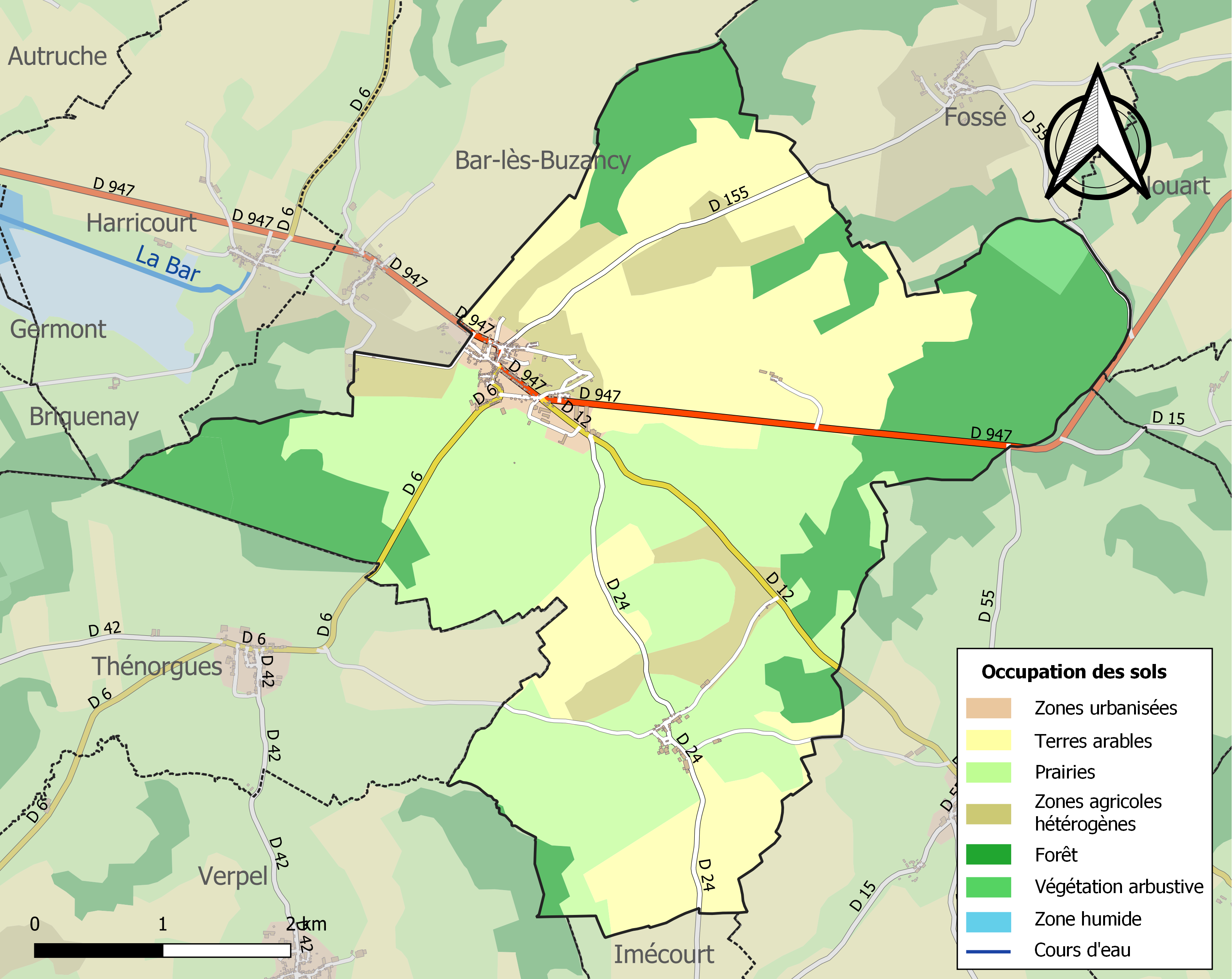
Carte des infrastructures et de l'occupation des sols de la commune en 2018 (CLC).

## Toponymie
Il s'agit d'une formation gauloise ou gallo-romaine en -(i)acum, suffixe d'origine gauloise marquant le lieu, la propriété. Il a régulièrement donné les terminaisons -(a)y, -(e)y dans le Nord de la France
Selon les toponymistes, le premier élément Buzanc- représente un anthroponyme conformément au cas général.
Il s'agirait du nom d'homme latin Busentius (porté par un autochtone), c'est-à-dire *Busentiacum (comme Buzançais, Indre, Bosentiacas en 861 - 862, avec le même suffixe à l'accusatif pluriel) ou encore du nom de personne germanique Buzo avec un suffixe -in,, c'est-à-dire *Buziniacum.

## Histoire

### Seigneuries
Le nom de Grandpré apparaît pour la première fois en 1192 dans un aveu du comte de Grandpré à la comtesse de Champagne, Marie de France. En 1357, une charte, calquée sur la célèbre charte de Beaumont-en-Argonne est accordée aux habitants le 17 avril 1357. Elle est confirmée par le roi de France, Jean le Bon, en octobre 1361.
Après les comtes de Grandpré, et les ducs de Bar, Buzancy appartient aux Âpremont, puis, par mariage, aux Anglure (Nicolas d'Anglure en devint même en 1658 le premier marquis). Ceux-ci y avaient leur sépulture sous le chœur de l'église.
En 1650, pendant la Fronde, les troupes de Turenne prennent Buzancy aux troupes du maréchal du Plessis-Praslin, fidèles au roi de France, et tiennent tout le territoire entre Meuse et Aisne, avant d’être battus le 15 décembre à la bataille de Sommepy. En 1658, la baronnie de Buzancy est érigée en marquisat en faveur de Nicolas d’Anglure, gouverneur de Stenay et lieutenant général.

### Le château Augeard
En 1756, le marquisat est vendu à Pierre-Guillaume Tavernier de Boullogne, trésorier de l'Extraordinaire des guerres et secrétaire du Roi. Il fait aussitôt raser l'ancien château fort et n'en garde que les fossés, les fondations et les caves, car il veut se faire bâtir là, par l'architecte Claude Baccarit, une demeure qui soit son Versailles, avec parc, pièces d'eau et jardins immenses, embellis de statues, et entourée de dépendances étonnantes. Ce sont les communs, en forme de fer à cheval, qui subsistent aujourd’hui de ce château. Mais en 1781, le marquisat est racheté à Tavernier de Boullogne, ruiné, par Jacques-Mathieu Augeard, fermier général et secrétaire des commandements de la reine Marie-Antoinette. Augeard devient ainsi le seigneur de Buzancy et le nouveau propriétaire des lieux.
En 1784, le château est partiellement détruit par un incendie. Augeard le fait relever par l'architecte François-Joseph Bélanger, le bâtisseur de Bagatelle. En 1787, les bâtiments sont déjà reconstruits, les travaux s'achèvent, un parc d’agrément est aménagé. En 1789, la Révolution française éclate.
En 1790, revenu de Paris, après un court séjour ici, Augeard émigre pour Bruxelles, Coblence, et Mayence. En 1792, la propriété est visitée, inventoriée. Le 17 et 18 septembre 1792, les princes dont l’armée avance vers les défilés de l’Argonne. Le 4 octobre, après la bataille de Valmy, le roi de Prusse y loge à son tour.
L'ensemble du domaine est vendu comme bien national, et dispersé aux enchères publiques, le 6 germinal an II (26 mars 1794). Mais le château ne trouve pas preneur. Le château, devenu tribunal du district de Grandpré, est finalement vendu en 1795 à Alexandre Thomas Bucquet. Avec sa compagne qu'il présente comme son épouse, il donne naissance à son fils Auguste Alexandre le 17 pluviose an XII. En 1808 un nouvel incendie se déclenche. Bucquet, qui est aussi propriétaire de Grandham, décide de vendre les ruines du château calciné à Joseph Hache qui le démantèle pierre par pierre. Ainsi, en 1811, disparaît en fumée ce petit Versailles de village dont il ne reste que le pavillon d'entrée, les communs (bouverie, écurie), et une grande pièce d'eau. Une association pour sauvegarder et animer ce lieu a été créée le 4 novembre 2021 "Les amis du château d'Augeard".https://chataugeard.com/index.html

### Le château de la Cour
C'était une agréable résidence, célèbre surtout pour avoir été la demeure du général Chanzy, qui l'avait achetée vers 1870 à M. Nottray de Saint-Lys, et y avait fait ajouter deux ailes. Il fut détruit lors des guerres... et seul, subsiste aujourd'hui, dans le parc, édifié pour la petite-fille des Chanzy, un pavillon qui a la distinction d'un château.
Auparavant, le domaine de la Cour avait appartenu au XVIIIe siècle à la famille de Saint-Remy (Pierre de Saint-Remy étant conseiller du Roi et président du grenier à sel de Sainte-Menehould). En 1593, ce château avait subi des dégâts importants lors d'un siège mené par la Ligue, pendant les Guerres de religion.

### Le Mahomet et sa légende

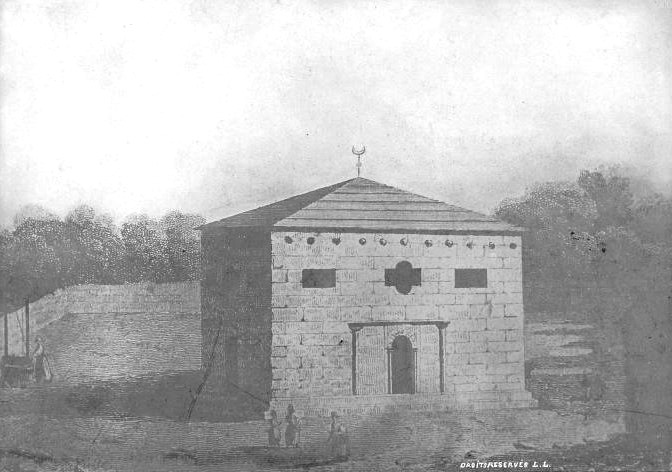
Gravure du XIX représentant ce bâtiment.

Ainsi appelé, ce curieux bâtiment était jadis l'annexe du château de la Cour et aurait été le dernier vestige de son pavillon d'entrée occidentale. Il fut une école communale en 1834 avant d'être démoli en 1927. Une légende veut qu'à son origine soit Jehan-Ogier d'Anglure qui, fait prisonnier par Saladin lors de la troisième croisade et, n'ayant pu payer sa rançon, se serait engagé à bâtir une mosquée dédiée à Allah sur ses terres. Cette légende est fausse et ce bâtiment n'a jamais été une mosquée. Ce Jehan Ogier d’Anglure n'a jamais été seigneur de Buzancy : la maison d'Anglure n'a possédé ces terres qu'au XVIe siècle, plusieurs siècles après cette troisième croisade.

### Chapelle Notre-Dame de Masmes
En pleine nature, loin de toute habitation, ce petit édifice, construit en 1765 à la limite des communes de Buzancy et de Fossé, a remplacé un édicule beaucoup plus ancien démoli en 1758, qui était peut-être un vestige du prieuré de Masmes (dépendant de l'abbaye de Rebais près de Coulommiers), fondé ici au XIIe siècle et disparu vers 1657. Il avait été incendié par des Croates de l'armée impériale en 1636.Jadis entourée d'un cimetière, cette chapelle, avec une fontaine réputée miraculeuse, attirait nombre de fidèles qui venaient implorer Notre-Dame de Masmes pour le baptême des enfants mort-nés (sanctuaire à répit). Dans le sanctuaire se trouvait une statue de saint Fiacre, une de saint Eloi et une très vieille statue de Vierge à l'enfant (en chêne polychrome du XVe siècle y était vénérée... et faisait l'objet d'un culte fervent, au XIXe siècle, deux fois l'an, au cours d'un pèlerinage important.

### Culture de l’osier et vannerie
Dès le Moyen Âge, la culture de l'osier apparaît sur les sols marécageux. La vannerie connaît un essor à la fin du XIXe siècle, dans la vallée de l’Aisne, de la Bar et de la Vence. Les maisons de Champagne et l’industrie métallurgique utilisent des paniers en osier. Une entreprise de négoce telle que l'entreprise Milhau à Buzancy, a eu une clientèle internationale.

### Buzancy durant la guerre de 1870 et la Première et Seconde Guerre mondiale

#### Combat du 27 août 1870
A Buzancy, pendant la guerre franco-allemande de 1870, le 27 août 1870, un combat de cavalerie, à la croisée des routes de Nouart et de Bayonville, oppose les 3e et 4e escadrons du 12e régiment de chasseurs à cheval d’une part au 18e Uhlans d’autre part,.

#### Première Guerre mondiale, Buzancy occupée par les Allemands
Durant la Première Guerre mondiale, Buzancy est occupée du 31 août 1914 au 2 novembre 1918, et la ville est libérée par les forces américaines.

#### Seconde Guerre mondiale, Buzancy dans la Bataille de France (mai 1940)
En mai 1940, lorsque le 19e corps blindé allemand commandé par Guderian perce le front et franchit la Meuse à Sedan, les troupes françaises tentent de reconstituer un front allant de Stonne à Beaumont-en-Argonne. Le général Huntziger, qui commande les troupes françaises dans les Ardennes s’interroge sur les intentions ennemies : vont-ils progresser vers l’ouest pour envelopper les troupes alliées avancées en Belgique, vers le sud en direction de Reims ou de Paris, ou vers l’est pour contourner la ligne Maginot et la région fortifiée de Metz ? La nouvelle ligne de front a été fixée pour contrecarrer une attaque vers l’est, la priorité fixée à Huntziger étant de s’opposer à un débordement du système défensif mis en place en Lorraine.
Dans les faits, Guderian va foncer vers l’ouest. Les troupes allemandes, pour se protéger d’une attaque sur leur flanc vont cependant livrer bataille dans la deuxième partie du mois de mai sur les points forts de cette ligne, notamment à Stonne et dans les environs, et vers l’ouvrage de La Ferté. Le 10 juin, ce territoire se trouvant à la charnière du front et les troupes françaises risquant d’être tournées sur leur gauche, à la suite de l'effondrement du front de l’Aisne, un mouvement de retrait est décidé à l’arrière d’une ligne Germont – Buzancy vers Saint-Juvin et Marcq. Pour limiter le risque d'avancée allemande, l'armée française détruit alors plusieurs maisons de Buzancy, notamment celle du 2 rue de la Gare (voir carte postale existante) ainsi que plusieurs autres au proche alentour.
En 1944, la Panzer Lehr Division, unité blindée allemande, durement éprouvée dans la bataille de Normandie, se regroupe dans Buzancy fin août début septembre, dans un Kampfgruppe, avant de se replier davantage devant les troupes américaines, et de participer plus au nord à la bataille des Ardennes, durant l’hiver 1944-1945.

### Le haras
Installé dans l’ancienne bouverie du château Augeard (les écuries historiques du même château étant en bien mauvais état), le haras de Buzancy a d'abord été une station des Haras nationaux. Les haras nationaux se désengagent toutefois en 2007. L'annonce tombe trois semaines avant le début de la saison de reproduction. Une association d’une dizaine de bénévoles de Buzancy  et d’éleveurs locaux se crée pour maintenir cette station de reproduction ardennaise, l'association du Haras nouveau. Cette association est présidée par Jean-Marc Ponsin, avec notamment l'implication d'éleveurs comme Luc de Tassigny et Robert Nivoix (élevage de Sivry), soutenus bien sûr par leurs collègues éleveurs ardennais et par le docteur vétérinaire Michel Guiot. Pionnière malgré elle, elle fait désormais référence,,.

## Politique et administration
| Période                                  | Période        | Identité                           | Étiquette | Qualité   |
| ---------------------------------------- | -------------- | ---------------------------------- | --------- | --------- |
| avant 1793                               | après 1793     | Gabriel Lemoine                    |           |           |
| avant 1813                               | 1816           | René Louis Nottret                 |           |           |
| 1816                                     | 1823           | Jean-Baptiste Nottret de Saint-Lys |           |           |
| 1823                                     | 1828           | Etienne Rogeaux                    |           | Militaire |
| 1828                                     | 1831           | Vincent Barat                      |           | Rentier   |
| 1831                                     | 1840           | Antoine Germain                    |           |           |
| 1840                                     | Septembre 1870 | Jean Nicolas Brion                 |           | Médecin   |
| Septembre 1870                           | Septembre 1871 | Anselme Joseph Eugène Brion        |           | Médecin   |
| Septembre 1871                           | Juin 1878      | Jean-Baptiste Boileau              |           |           |
| Juin 1878                                | Janvier 1881   | Eugène Braibant                    |           |           |
| Janvier 1881                             | février 1881   | (Intérim)                          |           |           |
| Février 1881                             | Juin 1881      | Jean-Baptiste Boileau              |           |           |
| Juin 1881                                | Octobre 1881   | (Intérim)                          |           |           |
| Octobre 1881                             | après 1901     | Henri Vincent Lapierre             |           | Notaire   |
| 1995                                     | 2014           | Jean-Claude Étienne                | UMP       |           |
| 2014                                     | mai 2020       | Guy Boizet                         |           |           |
| mai 2020                                 | En cours       | Léopold Désiré Nanji               |           |           |
| Les données manquantes sont à compléter. |                |                                    |           |           |

## Démographie
Le  29 décembre 1973, la commune de Buzancy absorbe la commune de Sivry-lès-Buzancy.
L'évolution du nombre d'habitants est connue à travers les recensements de la population effectués dans la commune depuis 1793. Pour les communes de moins de 10 000 habitants, une enquête de recensement portant sur toute la population est réalisée tous les cinq ans, les populations de référence des années intermédiaires étant quant à elles estimées par interpolation ou extrapolation. Pour la commune, le premier recensement exhaustif entrant dans le cadre du nouveau dispositif a été réalisé en 2004.

En 2022, la commune comptait 381 habitants, en évolution de +13,06 % par rapport à 2016 (Ardennes : −2,97 %, France hors Mayotte : +2,11 %).
| 1793 | 1800 | 1806 | 1821 | 1831 | 1836 | 1841 | 1846 | 1851 |
| ---- | ---- | ---- | ---- | ---- | ---- | ---- | ---- | ---- |
| 734  | 803  | 845  | 878  | 925  | 896  | 892  | 902  | 911  |

| 1866 | 1872 | 1876 | 1881 | 1886 | 1891 | 1896 | 1901 | 1906 |
| ---- | ---- | ---- | ---- | ---- | ---- | ---- | ---- | ---- |
| 862  | 821  | 826  | 796  | 746  | 735  | 765  | 733  | 734  |

| 1911 | 1921 | 1926 | 1931 | 1936 | 1946 | 1954 | 1962 | 1968 |
| ---- | ---- | ---- | ---- | ---- | ---- | ---- | ---- | ---- |
| 758  | 626  | 680  | 575  | 638  | 519  | 491  | 461  | 450  |

| 1975 | 1982 | 1990 | 1999 | 2004 | 2006 | 2009 | 2014 | 2019 |
| ---- | ---- | ---- | ---- | ---- | ---- | ---- | ---- | ---- |
| 451  | 470  | 446  | 411  | 389  | 368  | 372  | 338  | 370  |

| 2022 | - | - | - | - | - | - | - | - |
| ---- | - | - | - | - | - | - | - | - |
| 381  | - | - | - | - | - | - | - | - |

## Culture locale et patrimoine

### Lieux et monuments
- Église Saint-Germain (XIIIe-XVe siècles), avec décor et chapiteaux sculptés, mobilier du XVIIIe dont stalles, toiles du XIXe. Cet édifice classé monument historique en 1920[43].
- Église Saint-Nicolas de Sivry-lès-Buzancy.
- Château de la Cour, avec superbes lions sculptés d'Antoine Coysevox.
- Communs du château d'Augeard, bâtiments construits en hémicycle en 1781 : à gauche, les écuries écuries et le pavillon d'entrée (monument historique) ; à droite, la bouverie et la maison du régisseur ;  le plan d'eau de la Samaritaine constituait le grand bassin du parc du château disparu. La pièce d'eau du parc est inscrite Monument Historique. L'édifice est classé au titre des monuments historiques  en 1982, 1986 et 2010, et inscrit en 1982[44].
- La maison du cheval ardennais, installée dans les bouveries des communs du château d'Augeard, expose des objets anciens et des maquettes d'attelages retraçant l'histoire de la race du cheval ardennais[45].
- Promenades en calèche. source de la Hideuse, petit sous-affluent de l'Agron. Bois, étang. Base nautique.
- À la sortie de Buzancy, en bordure de route, en direction de Vouziers, se dresse un magnifique séquoia ainsi qu'à proximité de l'ancien pavillon du château Augeard. Deux magnifiques tilleuls près du manège du haras (ancienne bouverie Augeard) sont également à remarquer.

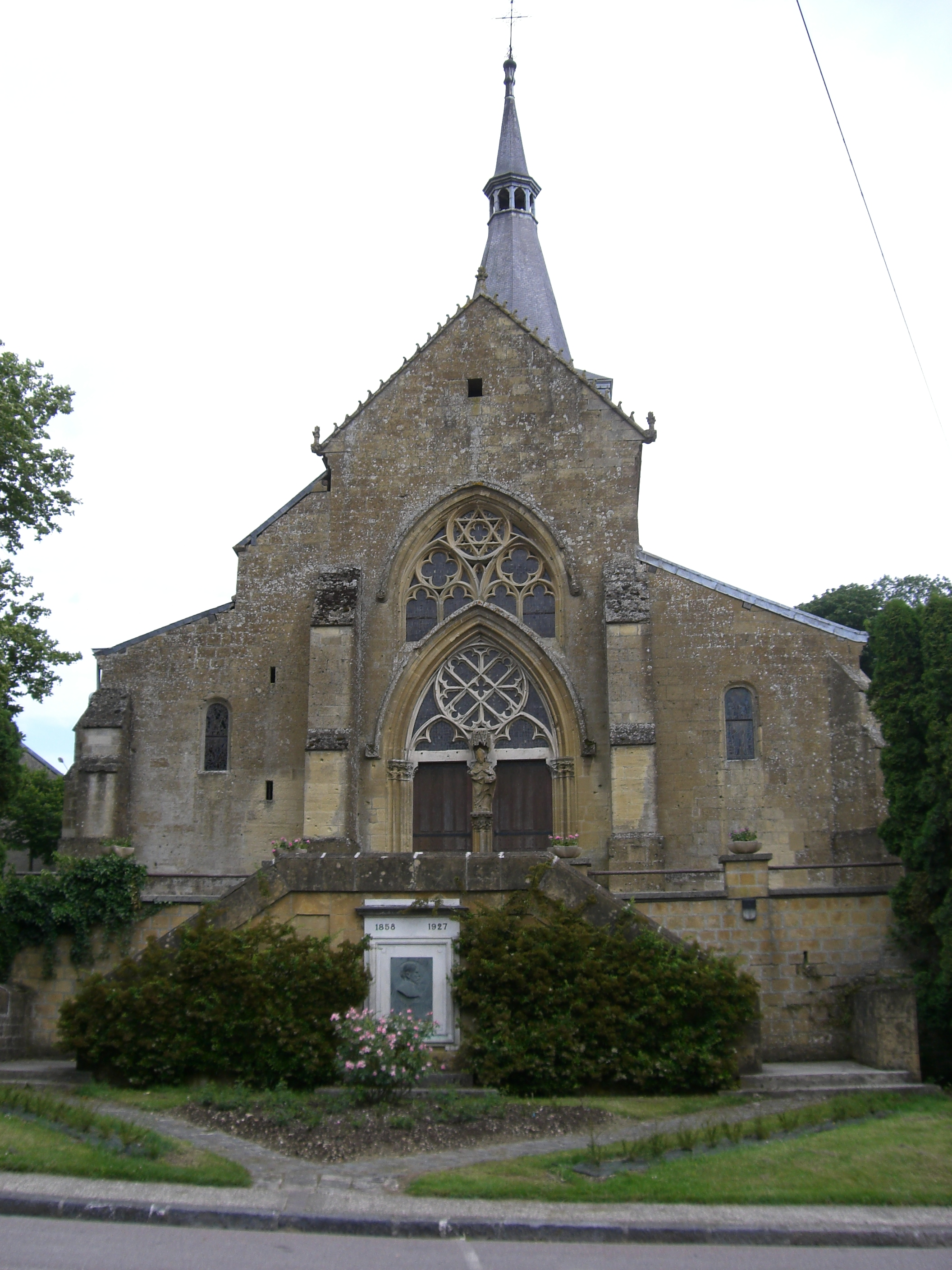
Église Saint-Germain.
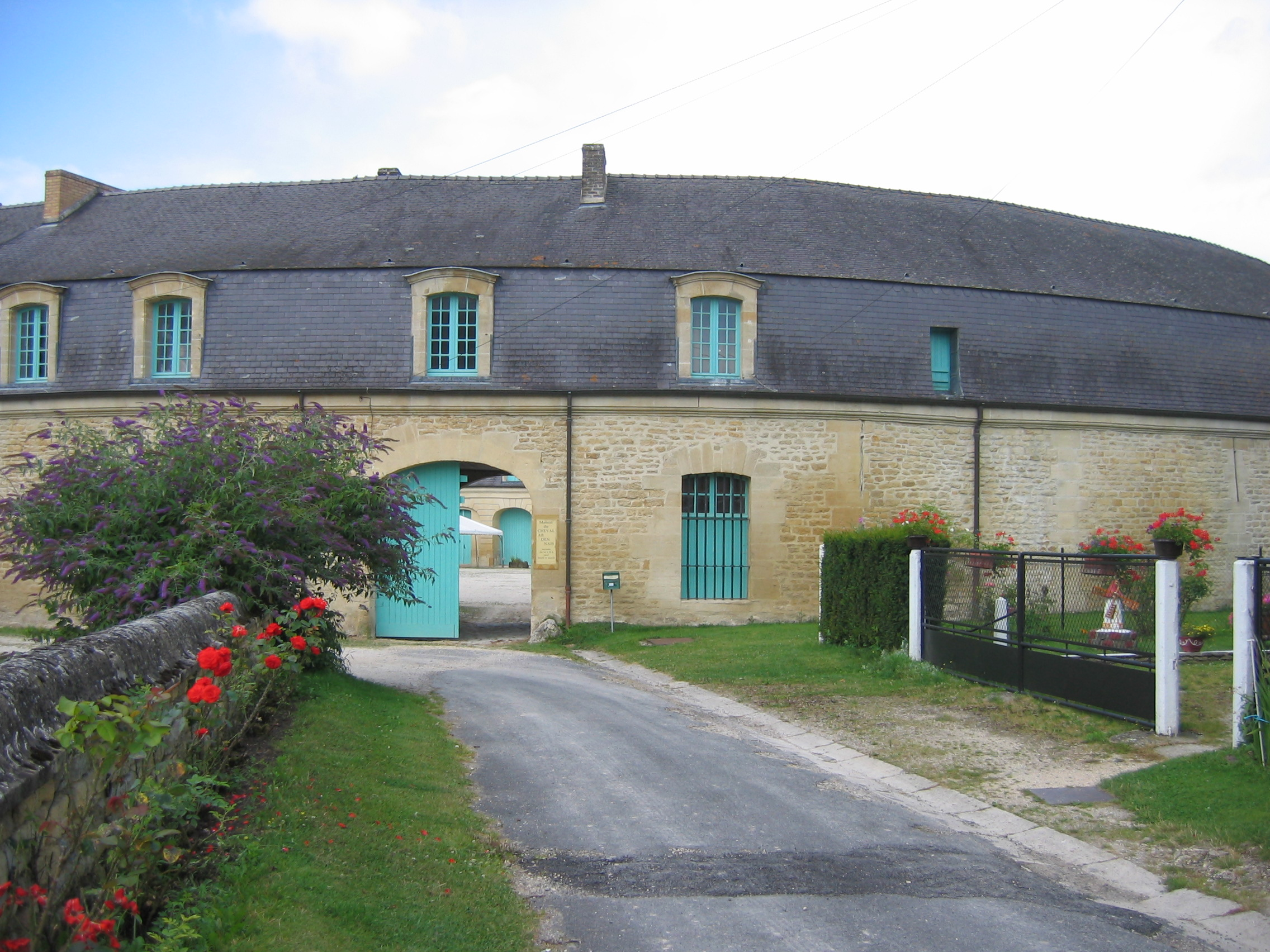
Bouveries du château de Buzancy.
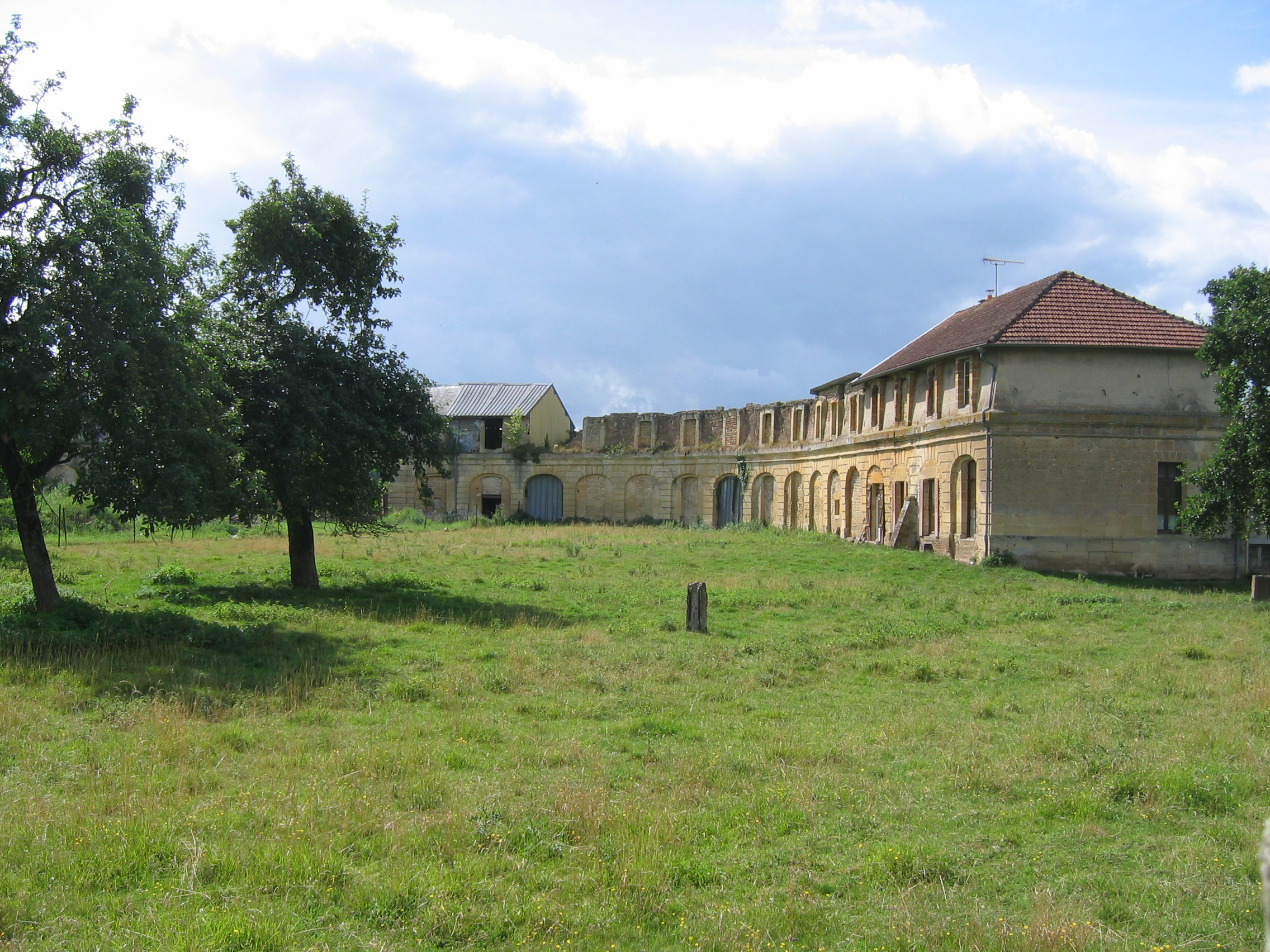
Écuries du château de Buzancy.

### Personnalités liées à la commune
- Charles Coffin (1676-1749) : pédagogue, recteur de l'université de Paris, janséniste et écrivain français, y est né.
- Edmond Nivoit (1839-1920), géologue et père de Marguerite Lebrun, y est né et enterré.
- Gustave Gobron (1846-1911) : président du conseil général des Ardennes de 1904 à sa mort en 1911, y est né.
- Jean Gobron (1885-1945), ingénieur, fils de Gustave Gobron, maire de Buzancy de 1921 à 1945.
- Augustin Nicolas Gilbert (1858-1927) : médecin, agrégé, professeur de thérapeutique, professeur de médecine clinique à l'Hôtel-Dieu. Il est élu à l'Académie de médecine en 1907. Né à Buzancy.
- Marguerite Lebrun (1878-1947), épouse du dernier président de la IIIe République, Albert Lebrun, et fille d'Edmond Nivoit, a grandi dans la commune[46].
- Aurore Clément (1945), modèle puis comédienne depuis 1974, a grandi dans la commune[47].

### Héraldique
| Blason de Buzancy | Blason  | D'or semé de grelots d'argent soutenus chacun d'un croissant de gueules. |
| Blason de Buzancy | Détails |                                                                          |